# Ángel Yesid Camargo
Ángel Yesid Camargo Ochoa es un ex ciclista profesional colombiano. Nació en el municipio de Boyacá del departamento del mismo nombre el 22 de mayo de 1967. Fue profesional entre 1986 y 1999 ininterrumpidamente.
Pasó al campo profesional en el equipo Kelme. Destacado escalador, campeón de la Vuelta al Táchira en 1991 .

## Palmarés
1990
- 1 etapa de la Vuelta a Colombia

1991
- 2.º en la Vuelta a Boyacá
- 2.º en la Vuelta a Cundinamarca
- Campeón de la Vuelta al Táchira

1992
- 1 etapa del Gran Premio de Midi Libre
- 1 etapa de la Vuelta a Colombia

1994
- Ganador de la etapa reina Andorra, Vuelta a España

1996
- 3º en la Vuelta a Boyacá
- Vuelta a Cundinamarca

1998
- 2.º en la Vuelta a Boyacá

1999
- Clásica de Fusagasugá
- Vuelta a Cundinamarca

2001
- 2.º en la Vuelta a Boyacá

## Resultados engrandes vueltas
| Carrera         | 1993 | 1994 | 1995 | 1996 |
| Tour de Francia | -    | 55°  | Ab.  | -    |
| Giro de Italia  | -    | -    | 78°  | Ab.  |
| Vuelta a España | Ab.  | 40°  | -    | -    |

## Equipos
- Kelme (1992-1995)
- Glacial - Selle Italia (1996-1997)
- Lotería de Boyacá (1998-1999)